# 桑名樹粉蝨
桑名樹粉蝨（学名：Apobemisia kuwanai）为粉蝨科樹粉蝨屬下的一个种。